# Ruée vers l'or
Une ruée vers l'or, ou fièvre de l'or, est un phénomène caractérisé par un afflux rapide de migrants attirés par une région aurifère.

## Contexte

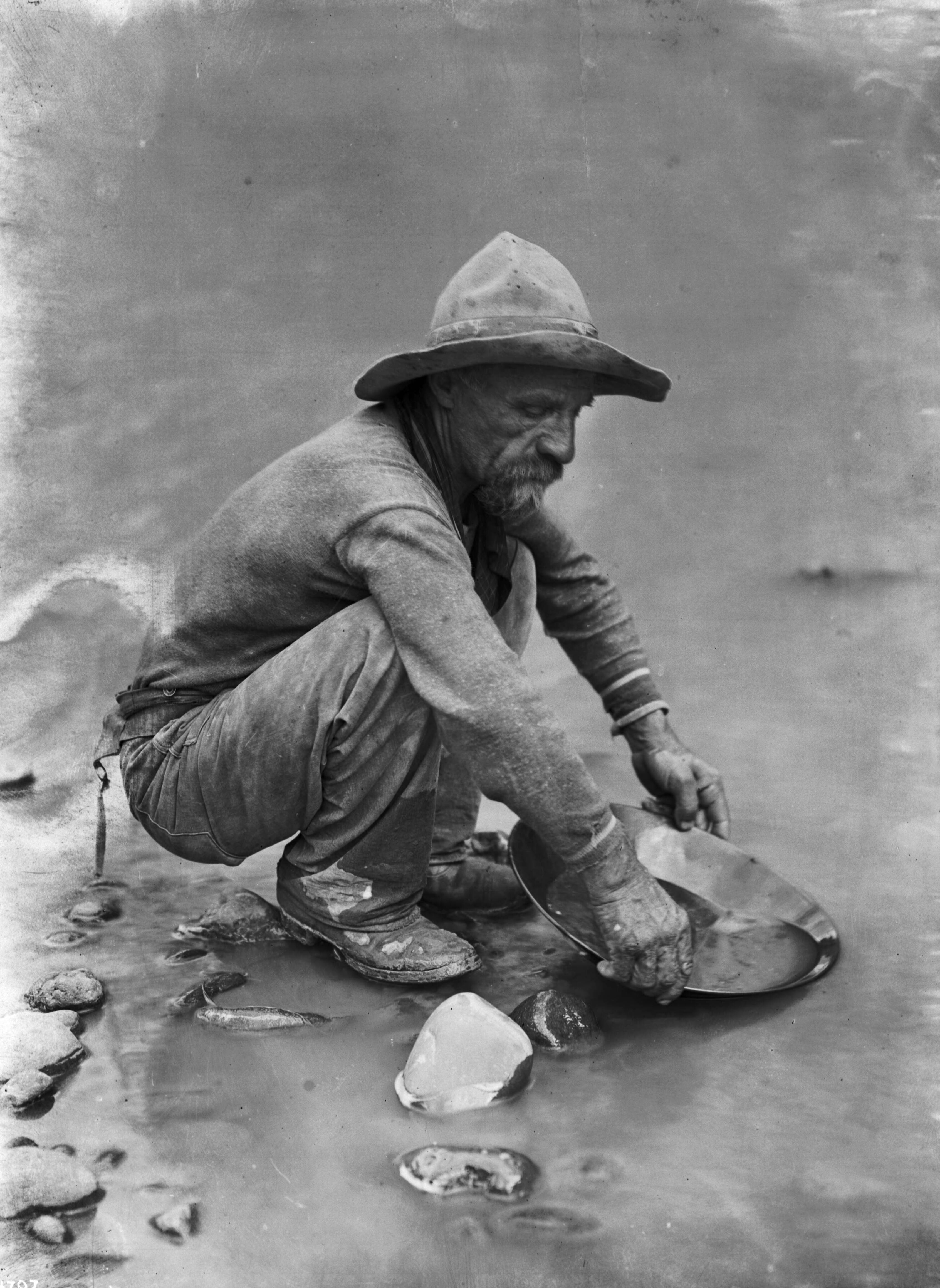
Prospecteur d'or en train de filtrer le sable d'un cours d'eau, photographié par L.C. McClure (Californie, 1850).

Cet or, encore non exploité, est en général alluvionnaire ou éluvionnaire, se situant à la surface du sol ou à faible profondeur, et donc d'un accès facile. 
Ce phénomène apparaît à la fin du XVIIe siècle au Brésil et prend de l'ampleur au XIXe siècle avec l'exploration de nouveaux territoires comme l'ouest du continent nord-américain et l'Australie. La facilité relative avec laquelle les populations purent investir ces nouveaux territoires d'exploitation s'explique par l'absence de lois contraignantes relatives à l'immigration et un libéralisme en termes de fiscalité sur l'or. Ces personnes déplacées, venant en familles, se constituaient en communautés, et fondaient le temps de l'exploitation du filon des structures urbaines, provoquant la rapide croissance de hameaux devenant subitement des villes. Ces pionniers, orpailleurs et chercheurs d'or, avaient recours à des moyens artisanaux ou faiblement mécanisés.
Revêtant souvent une connotation utopique, la thématique de la ruée vers l'or est le sujet de nombreuses représentations, devenant un véritable leitmotiv artistique depuis le XIXe siècle. Elle prend sa source en partie dans le mythe de l'Eldorado, cependant qu'un auteur comme Diodore de Sicile décrit au Ier siècle dans le livre III de la Bibliothèque historique l'exploitation de l'or aux confins de l'Égypte. 
En français, l'expression « ruée vers l'or » apparaît dans la presse vers 1900, peu après l'exploration du Klondike,. Au XXe siècle et au début du XXIe siècle, l'expression tend à se vulgariser mais les conditions d'exploitations minières, surtout depuis les années 1970, changent radicalement la donne : par effet capitalistique, ce sont désormais de grands groupes industriels qui contrôlent la plupart des terrains aurifères via des concessions négociées avec des gouvernements. N'en demeurent pas moins des zones peu accessibles ou politiquement instables qui donnent lieu à des formes de ruées vers l'or, par exemple en Afrique saharienne, au Brésil, en Guyane française, ou en Mongolie. 
Sur le plan politique, sanitaire et environnemental, les conséquences peuvent s'avérer désastreuses : exclusion des populations autochtones, exploitation d'une main d'œuvre peu rémunérée et d'enfants, déforestation, contamination des personnes, des sols, et de l'eau, par l'emploi de mercure, de cyanure et de nitrates, sans parler des épidémies.

## Histoire chronologique des ruées

### Minas Gerais(Brésil, 1693-1820)

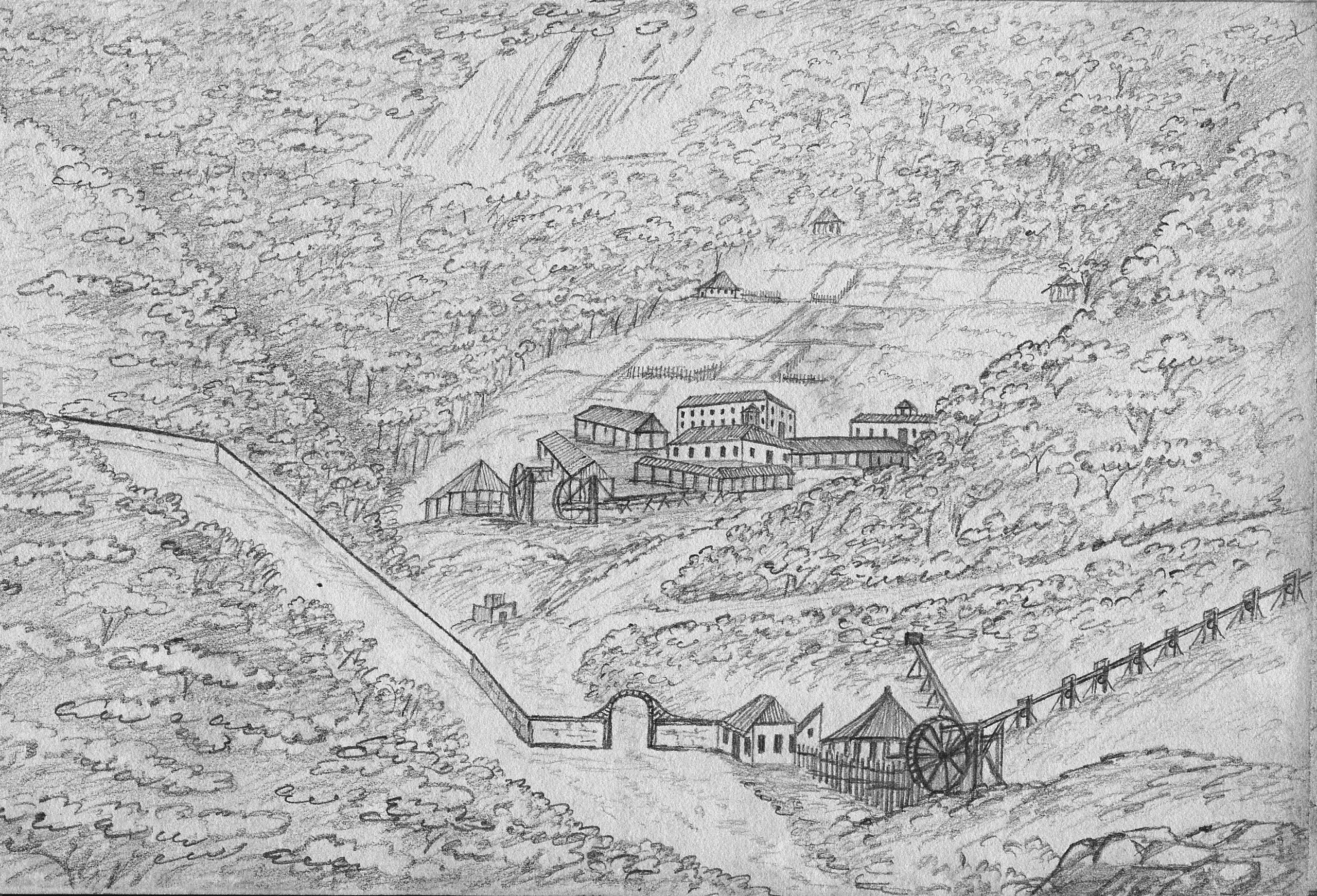
Vue de la mine de Gongo-Soco (Minas Gerais), dessin de l'explorateur Ernst Hasenclever (1814-1869) en 1839.

Des bandeirantes commencent à explorer l'intérieur du Brésil vers 1690, territoire alors sous domination portugaise. Les premiers filons sont trouvés dans les montagnes de l'actuel Minas Gerais en 1693. En quelques dizaines d'années, 400 000 portugais et 500 000 esclaves originaires d'Afrique viennent s'installer dans cette région. En 1725, la moitié de la population brésilienne vit dans le nord-est du Brésil. L'or brésilien représente au XVIIIe siècle près de 80 % de la production mondiale et décline sensiblement vers 1820.

### Caroline du Nord(États-Unis, années 1799-1824)
Dans le comté de Cabarrus, un enfant de 12 ans, Conrad Reed, découvre une pépite d'or de 7,7 kg, qui déclenche en 1802 la première ruée vers l'or de l'histoire des États-Unis et l'ouverture de la Reed Gold Mine (en) qui attira de nombreux fermiers des alentours.

### Miass,Oblast de Tcheliabinsk(Empire russe, 1826-1840)
En 1812, le sénat de l'Empire russe permet à chaque habitant de chercher de l'or moyennant une taxe, mettant fin au monopole impérial. Les premiers gisements sont découverts dans la vallée de Miass et dans l'Altaï. En 1842, une pépite appelée Triangle, est découverte, pesant 36,18 kg. Peu après des gisements sont découverts en Sibérie et certains explorateurs décident d'investir l'Alaska (alors russe) et descendent même jusqu'en Californies. En 1848, près de 38 % de l'or mondial provient de Russie. Le site de Zmeïnogorsk dans l'Altaï devint une ville minière, visitée par de nombreux géologues comme Alexander von Humboldt.

### Géorgie(États-Unis, années 1830)
Les premières mines n'ouvrirent vraiment qu'en 1829 et l'afflux de colons s'est matérialisé à l'automne de cette année-là. La plus grande partie des colons est arrivée lors des années 1832 et 1833, à l'occasion de loteries permettant d'attribuer des terres. Les sites d'Auraria et Dahlonega en Géorgie se trouvaient sur le territoire des tribus d'indiens Cherokees, qui durent suivre la Piste des Larmes en 1838, après avoir été dépossédés de leurs terres en 1830.

### Californie(États-Unis, 1848-1855)

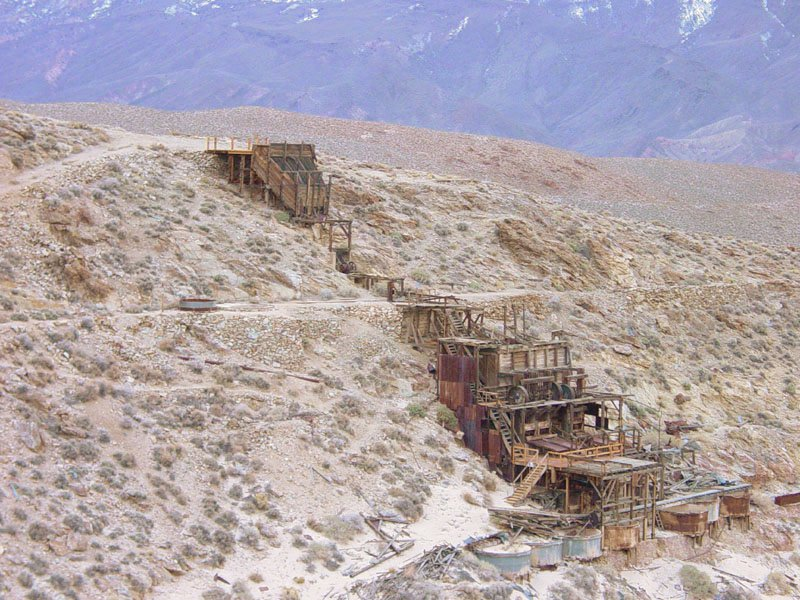
Ancienne mine d'or de Skidoo, dans la Vallée de la Mort en Californie.

La découverte d'or se produit à Sutter's Mill, encore pour quelques mois sous la domination mexicaine. Dans la continuation de la « conquête de l'Ouest », et grâce au télégraphe, la nouvelle se diffusa dans le monde entier assez rapidement. La découverte d'or en Californie, fondée en 1850, attira des aventuriers du monde entier. Les Européens passaient par le cap Horn pour arriver à San Francisco six mois plus tard. Beaucoup de clippers (bateaux à voile) restèrent à quai et finirent par pourrir dans la baie de San Francisco. La ville quant à elle connut une croissance démographique très rapide. Rien qu'en 1848-1849, 76 tonnes d'or sont extraites en Californie. On estime cependant que seules 10 à 20 % des réserves d'or de Californie ont été exploitées. Mais cet or est enfoui profondément et son extraction serait trop onéreuse. La ruée vers l'or transforme radicalement la Californie : l'afflux de la population, jusqu'à 300 000 individus en quelques mois, provoque une croissance extraordinaire. Une société nouvelle voit le jour, essentiellement masculine, jeune et cosmopolite, marquée par la xénophobie, la prostitution, et les conflits entre mineurs.

### Australie(1851 - fin des années 1860)
Cette ruée vers l'or a été une période de l'histoire de l'Australie entre 1851 et la fin des années 1860, qui a transformé le pays et entraîné un quadruplement de sa population. Elle commence par la ruée vers l'or au Victoria, puis en Australie-Occidentale
et enfin en Nouvelle-Galles du Sud. Plus de 33 000 migrants chinois originaires de la province de Guangdong y participèrent.

### Guyane française, Amérique du Sud, 1855-1930
En 1855, un petit site aurifère est découvert dans l’est de la Guyane sur les rives de l'Arataye, un affluent de l’Approuague. Cette découverte attribuée au commandant Félix Coüy (1799-1863) et a son guide Joseph Paolino, un Amérindien, ne déclenchera une véritable ruée qu'à la fin du XIXe siècle, avec la venue de 10 000 prospecteurs en activité, entraînant une croissance du commerce local souvent artificielle, et l’arrêt des dernières activités agricoles par manque de main-d’œuvre. D'autres sites virent le jour, à l'ouest, sur les rives de la rivière Inini. Au début des années 1930, l'activité retombe. L’environnement forestier amazonien et l'absence de mécanisation ne permit pas à cette époque de rendre durable cette activité. L’activité aurifère, pratiquée traditionnellement à l’aide de méthodes artisanales, sous-tendit de véritables problèmes environnementaux (utilisation du mercure) et plus généralement de santé publique.

### Colombie-Britannique(Canada, 1858-1898)
Les premières traces d'or sont découvertes en mars 1851 par un Amérindien du peuple des Haïdas sur l'île de Haïda Gwaïi (anc. îles de la Reine-Charlotte) mais ne donnèrent pas vraiment lieu à une ruée du fait de conflits diplomatiques entre Britanniques et pionniers américains, peu avant la formation de la colonie des Îles de la Reine-Charlotte.

#### Canyon du Fraser, 1858

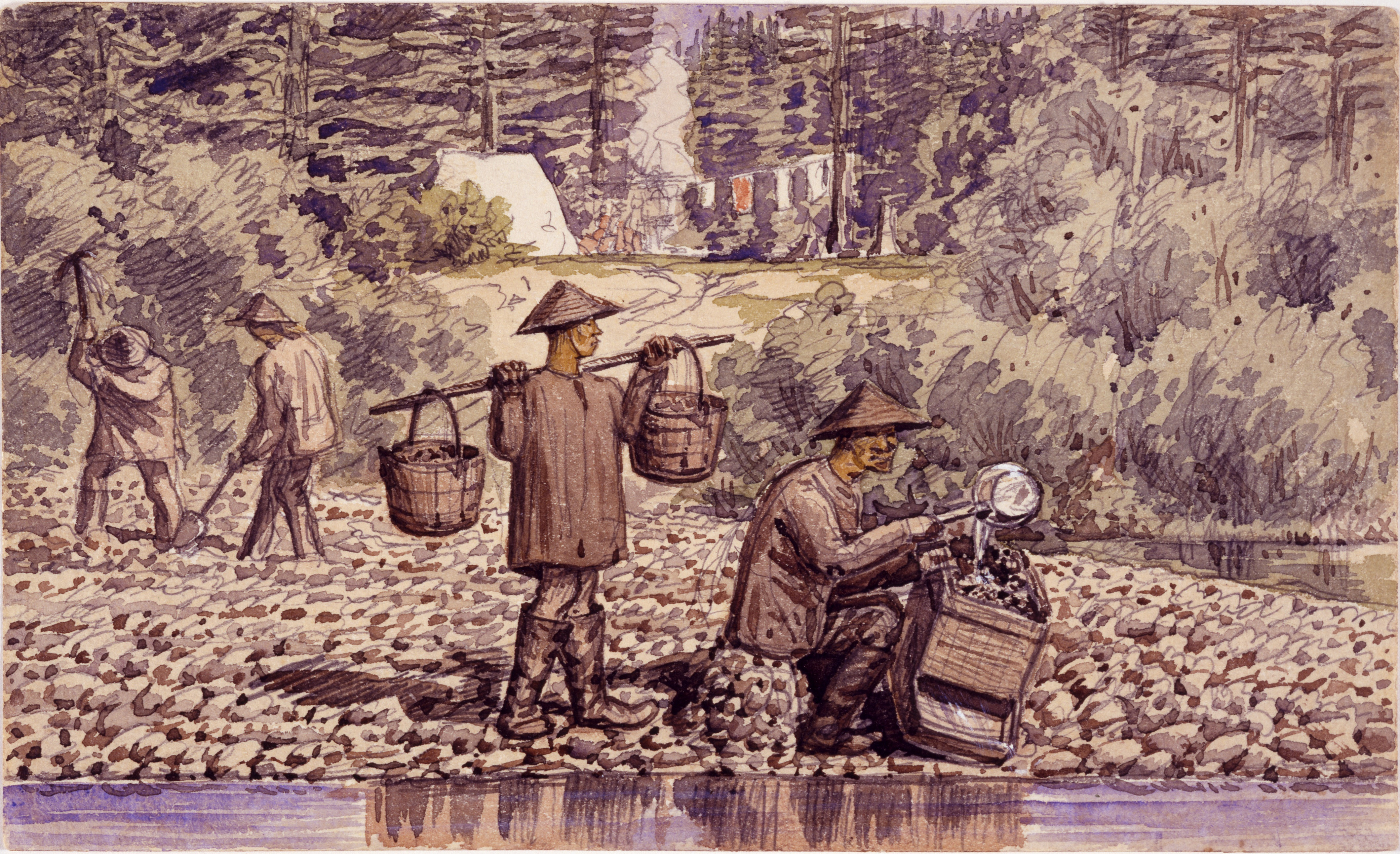
Orpailleurs chinois sur le fleuve Fraser vers 1864.

L'exploration du canyon du Fraser débute en 1858. En moins d'un mois, 30 000 personnes venus des Caraïbes, de Chine, des États-Unis, d'Europe, arrivent dans la ville de Victoria alors que la localité ne comptait que 500 habitants juste avant la ruée. En 1860, le projet de la Route Cariboo devait permettre de rejoindre plus facilement la région Cariboo où de l'or était exploité. Le seul accès  se composait d'un sentier le long d'une falaise où une seule mule pouvait passer à la fois. Dans le milieu des années 1860, la ruée vers l'or de la Big Bend, a lieu ensuite également en Colombie-Britannique, appelée localement le Big Bend Country. 

#### Autres ruées au Canada
D'autres filons sont découverts dans la région de l'Omineca (1869) et plus tard à Atlin (1898). Par ailleurs, en 1861, commence l'exploitation minière de l'or en Nouvelle-Écosse, qui va s'étaler jusqu'en 1942, à travers trois vagues successives.

### Gold Hill,Colorado(États-Unis, 1858-1861 et 1891-1899)
La ruée vers l'or de Pikes Peak — nommé ainsi en l'honneur de l'explorateur Zebulon Pike — commença en juillet 1858 et attira près de 100 000 individus dans une zone appelée par les géologues Colorado Mineral Belt (en). L'exploitation de l'or du Colorado, située dans les Montagnes rocheuses, fut plus difficile que celle de Californie. Beaucoup de campements, hâtivement urbanisés, sont abandonnées et deviennent des villes-fantômes, cependant que la ville de Denver, alors inexistante, surgira de cette première forme de colonisation.
En 1891, Winfield Scott Stratton découvre un nouveau site, proche de l'actuelle ville de Cripple Creek, qui deviendra la mine d'or d'Independence, exploitée jusqu'en 1899, faisant de Stratton un millionnaire qui affronta une série de grèves de mineurs. Le pic de production d'or au Colorado est atteint en 1916 avec plus d'un million d'onces troy (plus de 31 tonnes), et l'exploitation se poursuit encore de nos jours.

### Idaho(États-Unis, 1860-1863 et 1881-1883)
La ruée vers l'or de l'Idaho débute en 1860 et monte en puissance dans les trois années suivantes puis donnera lieu à une reconversion vers l'argent-métal. En 1860, le territoire de l'Idaho reçoit la visite de dix  prospecteurs mené par le Capitaine E.D. Pierce, qui pénètre dans la réserve des indiens Nez Percé et cherche de l'or sans succès pendant un mois jusqu'à ce que Wilbur Bassett en trouve le long du Canal Gulch. En moins de six mois, 1 600 prospecteurs de partout dans l'ouest accourent, faisant de l'Idaho un des deux états nouvellement installé dans l'ouest. En 1862, ce sont 10 000 mineurs qui produisent plus de 600 000 dollars d'or par jour (aux cours actuels) et découvrent le secteur d'extraction de l'or le plus significatif dans l'Idaho, le Bassin Boise. En 1863, la population de la ville d'Idaho City est de 6 200 habitants, surpassant Portland comme la plus grande ville dans le Nord-ouest des États-Unis.
En 1881, plus au nord, Andrew Prichard trouve de l'or près de North Fork, le long de la rivière de Coeur d'Alene (Idaho), ce qui entraîne une migration des mineurs vers le nord, en utilisant le Northern Pacific Railroad. En 1882, environ 180 000 boisseaux de charbons sont produits sur place pour alimenter les usines d'affinage. En 1885, Noah Kellogg découvre la mine de Bunker Hill, qui produira de grandes quantités d'argent dans le secteur de Coeur d'Alene (Idaho).

### Montana(États-Unis, 1864-1865)
De l'or avait été découvert dans le Montana dès 1852, par Francois Finlay, venu de Californie, mais sans être suivi par d'autres prospecteurs. La Ruée vers l'or du Montana ne commencera qu'une dizaine d'années plus tard. Le 28 juillet 1862, des prospecteurs menés par John White découvrent de l'or dans une rivière, près de Bannack, qui est fondée en 1862 comme première capitale territoriale du Montana, qui n'est alors pas encore un Etat. La ville est nommée d'après Bannock, une tribu indienne locale. Elle atteint rapidement une population de 3 000 habitants et embauche en janvier 1863 un shériff du nom de Henry Plummer. Il y avait trois hôtels, trois boulangeries, trois forgerons, deux écuries, deux boucheries, une épicerie, un restaurant, une brasserie, un hall de billard, et quatre saloons. C’est ensuite en 1863 que l’on découvrit de l’or le long de l’Alder Gulch. Quelques semaines plus tard, la ville de Virginia City était née, attirant des milliers de mineurs et aussi une bande de brigands, qui commit quelque 190 meurtres en six mois. Pour se défendre, les habitants avaient dû créer une milice. Le secteur accueille bientôt 10 000 prospecteurs.
D'autres villes-champignons apparaissent, permettant d'exporter pour 100 millions de francs d'or : Gallatin City, La Barge City, Hangtown, Hell Gate, Fort Owen, Fort Colin et Mullan Pass. Helena est fondée le 30 octobre 1864 après la découverte d'un gisement de sable aurifère dans la région. La ville comptera en 1888 cinquante millionnaires en dollars, la plus forte concentration au monde. Le Territoire du Montana est créé en 1864 un an après celui de l'Idaho voisin, mais ne deviendra Etat qu'1889, un an avant l'Idaho.
La Ruée vers l'or du Montana a pris de l'ampleur en 1864 et 1865 quand des soldats confédérés, qui faisaient partie de l'Armée confédérée du général Sterling Price, bénéficiant d'une amnistie, à la condition qu'ils quittent la zone de combat, sont arrivés dans le Montana. En 1870, l'or s'épuise à Bannack, qui en 1874 n'a plus qu'une population de quelques centaines de personnes mais bâtit cependant une école en 1875. Les derniers habitants sont partis dans les années 1970. La ville est aujourd'hui en ruine.

### Nouvelle-Zélande (1864-1867)

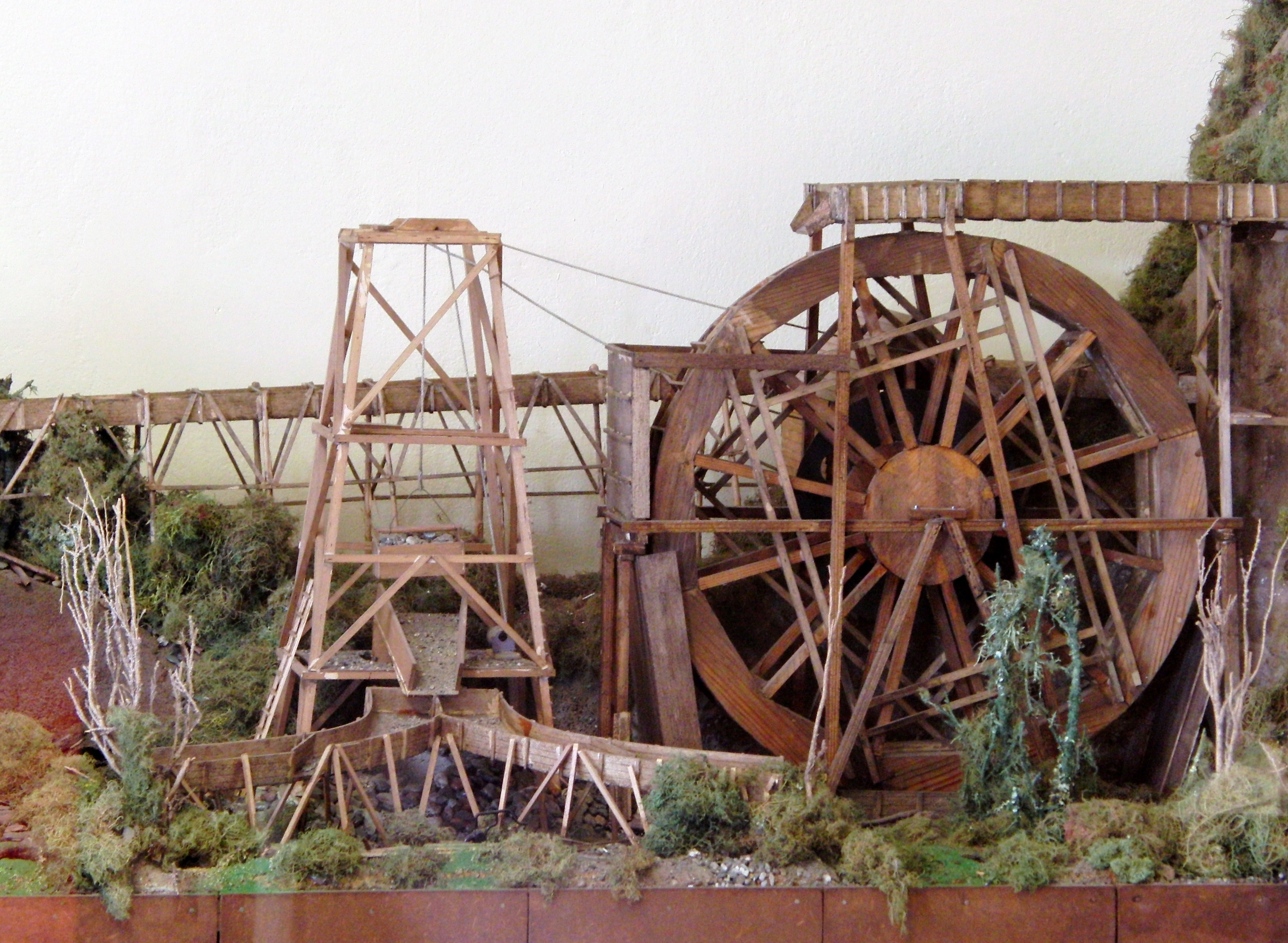
Arrowtown, équipement d'extraction d'or (maquette)

La ruée vers l'or en Nouvelle-Zélande a duré sur une période de quatre ans de 1864 à 1867 notamment sur la côte de l'île du Sud, dans la péninsule de Coromandel et à 
Otago.

### El Callao(Venezuela, 1871)
La mine d'or située près d'El Callao (Venezuela), ouverte en 1871, fut pendant un temps l'une des plus riches du monde, et l'ensemble des champs aurifères a vu plus d'un million d'onces exportées entre 1860 et 1883. Région habitée par le peuple Yecuana, l'exploitation aurifère était dominée par les immigrants venus des Antilles britanniques, donnant l'impression de presque créer une colonie anglophone sur le territoire vénézuélien. Située sur le plateau des Guyanes, le district aurifère d'El Callao recèlerait toujours d'importantes quantités d'or.

### TransvaaletAfrique du Sud, à partir de 1873
Plusieurs ruées vers l'or au Transvaal (actuelle Afrique du Sud), dont à Pilgrim's Rest et Lydenburg (1873) , Barberton (1883) et Johannesburg (1886).
Au XXe siècle, l'Afrique du Sud devient l'un des premiers producteur d'or au monde, puis la production décline à partir des années 1970.

### Black Hills(États-Unis, 1875-1880)
Cette ruée a pour origine l'expédition militaire et scientifique le 2 juillet 1874 dirigée par George A. Custer et comprenant 1 200 hommes, au cœur du sanctuaire des Sioux Lakotas et des Cheyennes, ce qui déclenchera en juin 1876 la guerre des Black Hills et la bataille de Little Big Horn. Entre 1875 et 1880, de nombreuses mines sont découvertes, donnant naissance à des nouvelles villes comme Deadwood. En 1879, cette région produit 10 % de l'or mondial.

### Alaska(1880-1911)

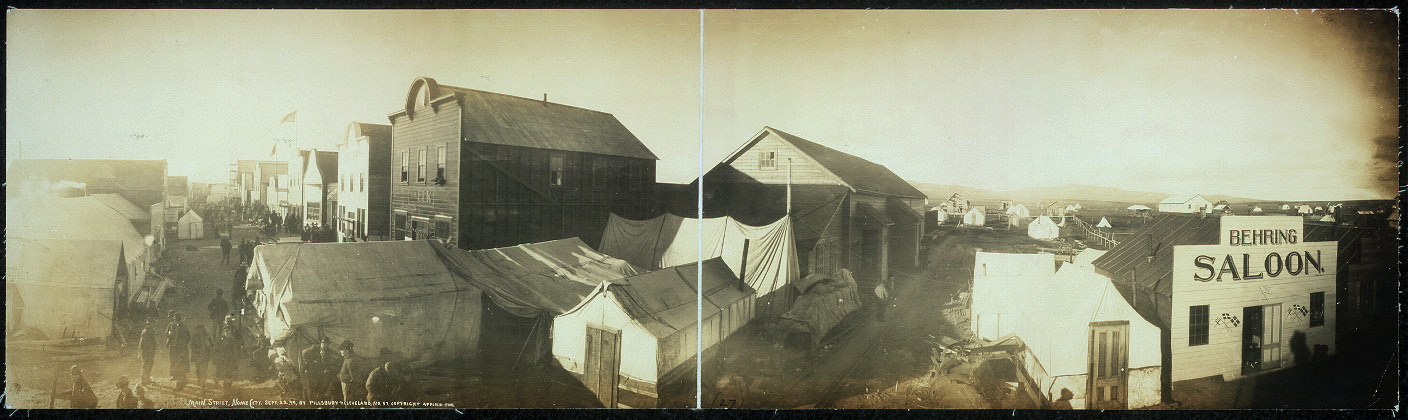
Nome City, Alaska, septembre 1899, la ville a deux mois d'existence.

L'Alaska a connu plusieurs ruées successives à la fin du XIXe siècle. En 1880, deux explorateurs, Joe Juneau et Richard Harris trouvent de l'or à Silver Bow Basin (en). La zone montagneuse où se croise plusieurs cours d'eau est alors non-habitée. Des placers aurifères attirent rapidement d'autres chercheurs. Des mines sont créées, donnant naissance à des bourgades comme Juneau proche de l'île Douglas, Nome (1899) et, grâce au prospecteur Felix Pedro (en), Fairbanks (1903). Vers 1899, beaucoup de prospecteurs quittent le Klondike pour Nome, après une nouvelle découverte d'or. Exploitée par une holding entre 1912 et 1921, l'Alaska-Gastineau Mine (en) fut un temps la plus importante mine d'or du monde, employant un millier de mineurs.

### Terre de Feu(Chili, 1883-1906)
Entre 1883 et 1906, la Terre de Feu connut une ruée vers l'or qui attira un grand nombre de Chiliens, d'Argentins et d'Européens dans l'archipel, parmi lesquels beaucoup de Dalmates. Les découvertes de filons permirent l'établissement des premières villes et le développement économique de Punta Arenas. Une fois l'or extrait, la plupart des mineurs quittèrent l'archipel, alors que ceux qui restèrent se reconvertirent dans l'élevage d'ovins et dans la pêche. La population d'indiens Selknam déclina de manière importante durant cette période.

### FleuveKlondike(Yukon, Canada,1897–1899)

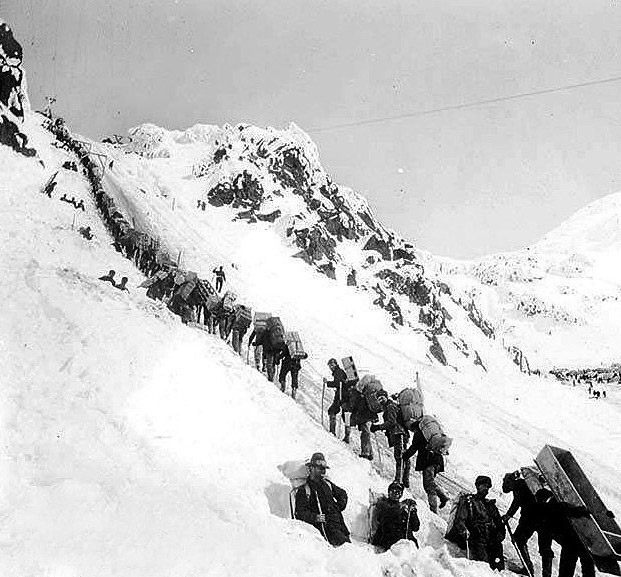
Prospecteurs remontant la piste menant au col Chilkoot reliant l'Alaska à la Colombie-Britannique (photographie de George G. Cantwell, printemps 1898).

La ruée vers l'or du Klondike fut frénétique, elle s'accompagna d'une importante immigration dans la région du Klondike, près de Dawson City, dans le Yukon à la frontière ouest du Canada, après que de l'or y fut découvert à la fin du XIXe siècle.
À l'été 1896, d'importants dépôts aurifères sont trouvés dans le ruisseau Rabbit en affluent de la rivière Klondike. Moins d'un an après, une ruée vers l'or débute, attirant jusqu'à 100 000 personnes dans la région de Dawson City. Pendant deux ans, le Klondike attire tous ceux qui rêvaient de faire fortune rapidement en Amérique du Nord. 
Elle inspira de nombreux écrivains, dont les plus célèbres sont Jack London et Robert William Service tous deux ayant habité dans la ville de Whitehorse ; ce dernier, dans ses premiers poèmes et son livre The Trail of 98 décrivit la vie des pionniers et des chercheurs d'or du Yukon. Le personnage de Balthazar Picsou y est censé avoir commencé à construire sa fortune et rencontré son premier amour Goldie O'Gilt. C'est aussi cet épisode qui inspira le film La Ruée vers l'or de Charles Chaplin.

### Kakamega(Colonie et protectorat du Kenya, 1930-1952)
Un rapport du géologue britannique Albert Kitson (en) reproduit dans le magazine The Spectator fin 1932, démontre que le site de Kakamega est envahi de prospecteurs venu du monde entier et qu'ils y exploitent l'or en toute liberté, à concurrence des autochtones. Quelques mois plus tard, la population du site double. Alors sous protectorat britannique, la région voit affluer d'anciens prospecteurs venus d'Australie et du Klondyke. Par ailleurs, la crise de 1929 a rendu l'or très attractif pour de nombreux desœuvrés. Les filons s'épuisent au début des années 1950.

### Wau,Morobe,Papouasie-Nouvelle-Guinée(1924-1936)
Au début des années 1920, des centaines de prospecteurs et mineurs venus principalement d'Australie débarquent à Salamaua dans la province de Morobe, attirés par des rumeurs de découvertes d'or. Ils empruntent la Black Cat Track durant quatre jours, passant à travers une épaisse jungle infestée de serpents, de cochons sauvages et de sangsues, avant d'atteindre Wau, regorgeant de poudre d'or essentiellement alluvionnaire. Avant de devenir acteur, le jeune Errol Flynn en fit l'expérience. Les lieux de prospections au bout de cette piste devinrent dans les années 1930 des mines d'or importantes, que la guerre fit déserter. Le pic fut atteint en 1936, avec 13 121 chercheurs et porteurs, dont une majorité issue du peuple Biangai (en), qui investirent également le site de Bulolo, supervisés par la société minière Bulolo Gold Dredging, qui produisit 40 tonnes d'or cette année-là. En 1957, les autorités gouvernementales suspendirent tout permis de prospection. En 1972, le peuple Biangai récupérait ses terres dont les mines d'or. En 1975, 80 % de l'or trouvé dans cette région l'était de manière artisanale, par les autochtones. Cette région est actuellement considérée comme très dangereuse.

### Serra Pelada, Brésil (1980-1986)

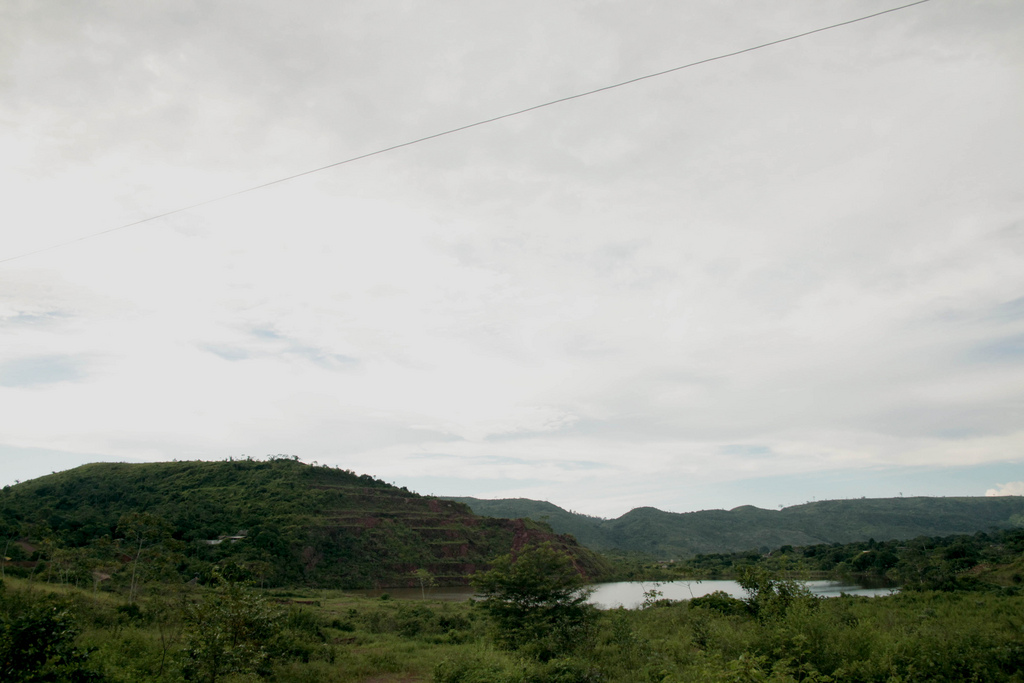
Ancien site minier de Serra Pelada, en partie recouvert de végétation (2011).

Serra Pelada située dans le district de la municipalité de Curionópolis, au sud-est de Pará, est identifié comme site aurifère en 1979. En quelques mois, plusieurs milliers d'individus investissent les lieux et entreprennent des prospections de type artisanales. Les années suivantes, la région compte jusqu'à 100 000 migrants venus du Brésil et de toute l'Amérique du Sud. En 1988, Godfrey Reggio réalise Powaqqatsi qui s'ouvre sur des images du site et des orpailleurs.

### Madre de Dios,Pérou(depuis 1990)

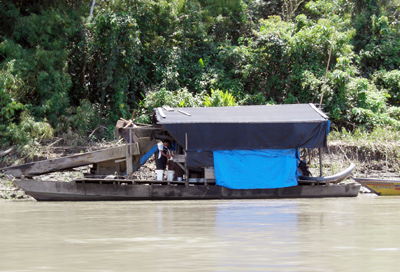
Embarcation d'orpailleurs accostée aux rives du Madre de Dios (2008).

Sur les rives des fleuves Madre de Dios et Inambari, des activités d'orpaillage débutent vers 1987, freinées par de graves tensions politiques. Elles se développent ensuite de façon anarchique pour rassembler près de 40 000 individus concentrés (95 %) dans le département péruvien du Madre de Dios. Dans les années 2000, le gouvernement déclare ces activités illégales du fait de la déforestation constatée et de l'accumulation de mercure dans les sols.

### Kharkhorin,Mongolie(2001-2004)

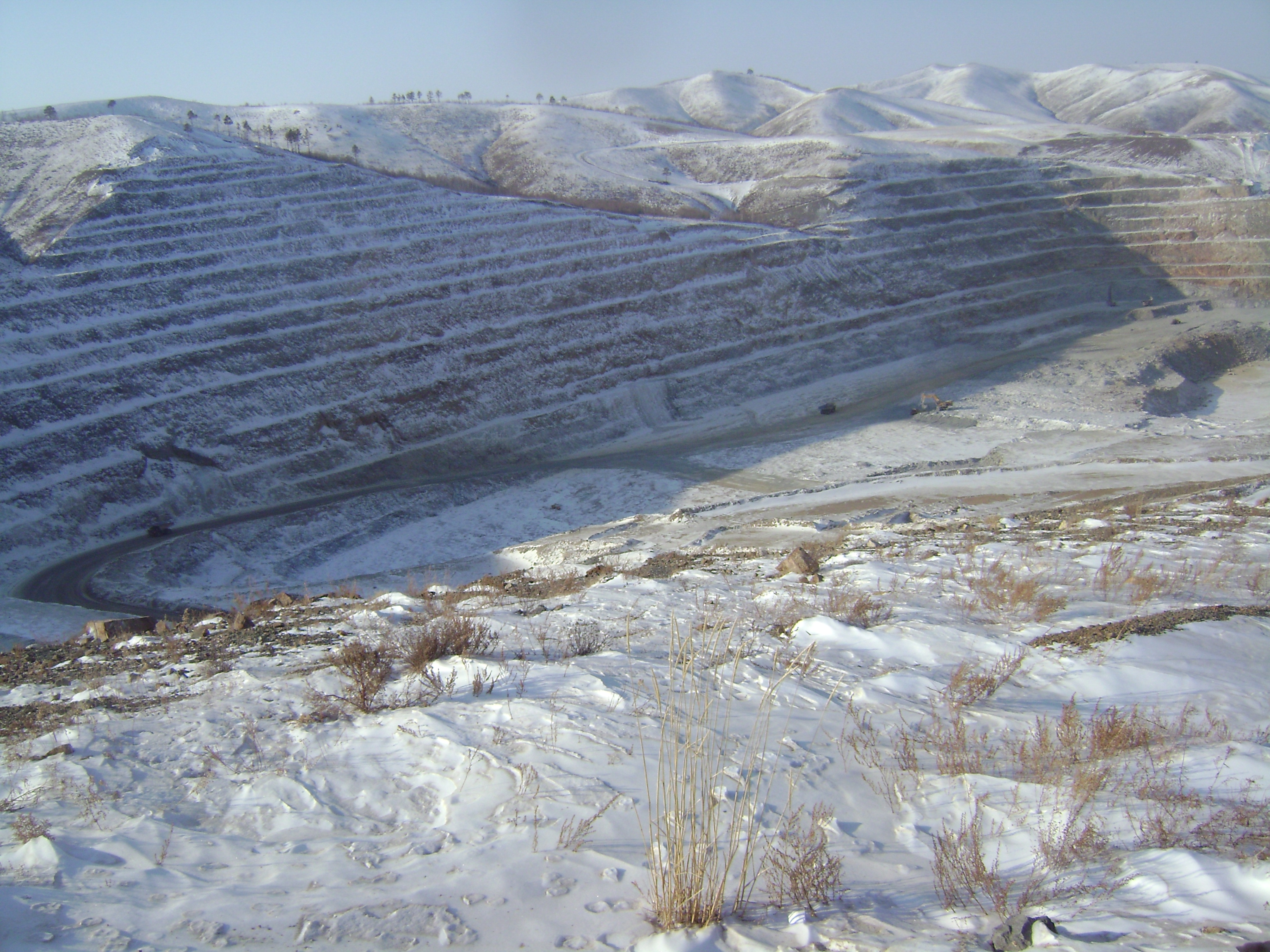
Mine d'or de Boroo (Mongolie, 2010).

Après plusieurs hivers anormalement rudes, des membres de tribus nomades n'ont d'autre choix que se sédentariser dans la région de Kharkhorin. Durant quatre années, près de 100 000 nomades se rassemblent dans cette région et commencent à rechercher de façon informelle de l'or ; certains sont appelés des ninjas du fait qu'ils transportent leur trouvaille dans un gros sac à dos vert, et parmi eux, on compte de nombreux enfants, la situation sanitaire est jugée alarmante. En 2005, contactées par le gouvernement, des compagnies minières y mettent un terme et entament une exploitation de type industrielle et embauchent une partie de ces nomades en les formant à certaines activités d'extraction. Dix ans plus tard, on compte encore plusieurs milliers de chercheurs informels : en 2013, on estime qu'ils auraient extrait au cours de l'année précédente 5 tonnes d'or.

### Diosso,Burkina Faso(depuis 2002)
De l'or a été trouvé par des autochtones au début des années 2000 à Diosso, transformant cette bourgade en une importante concentration urbaine, rassemblant plusieurs milliers d'individus, venus creuser les sols pour trouver de l'or. En 2007, la société canadienne Goldbelt obtient diverses concessions minières et entame une exploitation de type industrielle. En 2009, Berni Goldblat réalise un important documentaire, Ceux de la colline qui témoigne de la précarité des familles d'orpailleurs se livrant à cette activité de manière artisanale. D'autres sites précaires existent du côté de Siguinoguin et Zincko.

### Sahel(depuis 2001)
Depuis le début des années 2000, on assiste à un fort développement de l’exploitation artisanale de l’or au Sahara et au Sahel.

#### Origine et contexte
La production d'or dans la région est très ancienne, et a même été le fondement de la création de certains Etats comme l'empire du Mali. Si l'exploitation artisanale de l'or en Afrique de l'Ouest a quasiment disparu au cours de la deuxième moitié du XIXe siècle au profit de l'exploitation industrielle promue par les colonisateurs, elle n'a pas tardé à reprendre de l'ampleur après les indépendances. 
Ce ne sont pas à proprement parler les découvertes de gisement dans cette zone allant du Soudan jusqu'à l'Afrique de l'Ouest qui expliquent ce fort développement de l'exploitation artisanale qui a pu aller jusqu'à déclencher de véritables ruées vers l'or, car on savait souvent de longue date que le sous-sol en recelait. C'est en fait l'augmentation du cours de l'or au niveau mondial ces dernières années qui a joué le rôle le plus important : celui-ci a commencé à augmenter progressivement au début des années 2000, avant que cette hausse ne s'accélère en 2005-2006 cette hausse s'est accélérée et sont stabilisés, avant de repartir à la hausse en 2018 et d'atteindre des niveaux historiques très élevés. Finalement, l’once d’or qui coûtait 400 dollars en 2004 a atteint le prix de 2 000 dollars en juillet 2019. 
Un autre facteur est l'importante croissance démographique des pays de la région, qui fait de l'exploitation artisanale de l'or une perspective économique attractive pour des centaines de milliers de jeunes qui connaissent des difficultés à s'insérer sur le marché du travail, d'autant que le tourisme, parallèlement, s'est effondré en raison de la dégradation sécuritaire.

#### Dynamique
En Afrique de l'Ouest, beaucoup de sites connaissaient une exploitation artisanale ancienne, et leur exploitation n'a fait que s'intensifier ces quinze dernières années. C'est le cas de sites au Burkina Faso, au Mali, en Guinée, en Côte d'Ivoire, au Ghana et dans le sud-est du Sénégal. On ne peut donc pas à proprement parler de ruée vers l'or, c'est-à-dire d'un afflux rapide de nombreuses personnes vers une région à la suite de l'annonce de la découverte d'or, mais de hausse très forte de l'exploitation artisanale.
En revanche, on peut parler de ruée vers l’or un peu plus au nord, en Afrique sahélo-saharienne, avec l'apparition d'une sorte de front non linéaire de ruées vers l'or successives, se déplaçant globalement d'est en ouest à partir de 2008.
Ainsi, la première ruée vers l'or du Sahel commence au Soudan vers 2008-2009, dans la vallée du Nil, suivie d'autres vers le centre du pays et finalement dans sa partie orientale, dans le Darfour en 2012. En  2013, elle se décale plus à l'est, au Tibesti, dans le nord du Tchad, puis en 2014 sur le plateau du Djado et dans le massif de l’Aïr, dans le nord du Niger. En 2016, une autre ruée vers l'or commence encore au Tchad central vers le lac Fitri, puis en Mauritanie, entre Nouakchott et Nouadhibou et le long de la frontière avec le Sahara occidental jusque dans la zone de Zouerate. Enfin, en 2018, de nouvelles ruées vers l’or apparaissent dans le nord du Mali, vers le massif de l'Adrar des Ifoghas. 

#### Circuits économiques et rôle de l'Etat
La production des mines artisanales échappe, dans des proportions variables suivant les pays, au contrôle étatique. En revanche, elle est une source de revenus pour un nombre de personnes sans équivalent avec le nombre d'emplois fournis par l'exploitation industrielle d'or. 
De façon générale, les différents Etats ont une position ambiguë : si ces exploitations sont souvent dans une situation d'illégalité, ils les tolèrent car ils sont conscients que cette activité est une soupape sociale pour la jeunesse et un important moteur de développement. Ils vont donc osciller entre répression et encouragement, et dans ce dernier cas ils vont s'efforcer d'en tirer des revenus. 
La capacité d'en tirer des revenus va beaucoup dépendre du niveau de technicité. Initialement, l’orpaillage dans la zone sahélo-saharienne a débuté avec des détecteurs de métaux, de quelques pelles et pioches, d’une voiture et de quoi nourrir une équipe d’orpailleurs pendant plusieurs jours. Avec cette technique, les équipes d'orpailleurs ne restaient jamais longtemps sur un site. Il était difficile pour un Etat d'en réaliser un bénéfice, et la seule taxation était le rançonnage violent de groupes de bandits sur les routes empruntées par les orpailleurs. 
Les possibilités sont plus nombreuses pour l'Etat quand les orpailleurs commencent à collecter de l’or dans des puits ou en creusant la roche, et donc au même endroit, car il devient alors possible de les taxer. Toutefois, les zones d'orpaillage sont souvent très périphériques, et cette taxe est souvent levée par des groupes armés, en l'absence des autorités publiques, qui parfois agissent plus ou moins au nom de ces dernières. 
La plupart des Etats se sont plutôt penchés sur le contrôle des étapes commerciales, notamment dans le domaine de l'affinage. 
Autre possibilité : la taxation du retraitement des déchets laissés par les orpailleurs une fois qu’ils ont extrait artisanalement l’or des roches concassées. La teneur en or de ces déchets reste en effet très élevée car les techniques artisanales ne permettent d’en extraire qu’une petite part. Ces déchets peuvent donc retraités dans de petites industries (qui utilisent le plus souvent des techniques de cyanuration et non de mercure), avec de très bons résultats. Les autorisations pour cette activité se monnaient donc très cher. 
Une grosse partie de l’or provenant de la zone sahélienne et saharienne est exportée vers Dubaï, qui est devenue une place de premier plan dans le domaine. En 2018, c'est ainsi la moitié de l’or transitant par Dubaï provenait ainsi du continent africain (environ 400 tonnes), dont une grande partie avait été vraisemblablement exportée illégalement. 

#### Diaboulou (Sénégal, depuis 2009)
Diaboulou connaît une ruée vers l'or depuis 2009. La région recèlerait 300 tonnes d’or.

#### Nord du Soudan (2008) et Darfour (2010)
La production d'or du Soudan hisse ce dernier au rang de second producteur du continent après l’Afrique du Sud, avec une production annuelle de 70 tonnes.
Le Soudan connaît une situation est très particulière : cette exploitation d’or très importante et essentiellement artisanale. Elle a été encouragée par le gouvernement soudanais car il ne pouvait se doter de mines industrielles en raison de l'embargo américain tandis que ses revenus pétroliers s'effondraient avec l'indépendance du Soudan du Sud en 2011.
Toutefois, elle est parfois tombée entre les mains de groupes armés dans les zones périphériques. Ainsi, la très grande mine d’or du Jebel Amir (Darfour), où il y a un peu plus de 20 000 puits, a été contrôlée dans les années 2010 par Moussa Hilal, ancien chef de milices janjawid, avant d'être récupérée par un autre chef de milice, Hemidti.

#### Tibesti (2013) et lac Fitri (Tchad, depuis 2016)
En 2013, la région montagneuse du Tibesti, dans le Sahara tchadien, a connu une ruée vers l'or.
Dans les derniers jours de l’année 2015, la découverte d’or à proximité du lac Fitri, au Tchad central, provoque une autre ruée vers l'or dans la zone.
Au Tchad, où l’orpaillage est interdit jusqu’à aujourd’hui. Des sites sont donc régulièrement fermés, sans véritable résultat compte tenu de l'attractivité de cette activité pour tout une partie de la population.

#### Plateau du Djado, désert du Ténéré et massif de l'Aïr (Niger, 2014)
En 2014, la région du plateau du Djado, au nord-est du Niger, a connu une ruée vers l'or,.

#### Tasiast (Mauritanie, 2016)
Au début de l’année 2016, la région de Tasiast, au centre-ouest de la Mauritanie, a connu une ruée vers l’or autour du site de la mine industrielle de Kinross.
La base arrière des exploitations d'or est la localité de Chami, une ville de fonctionnaires construite en 2012, située à mi-distance sur la route entre Nouadhibou et Nouakchott. Une quarantaine de sites d’orpaillage répartis dans deux ou trois zones principales se trouvent dans un rayon de 150 km autour de la ville. Si ces exploitations ne sont pas légales, l'Etat a encadré et organisé la transformation de l’or à Chami.

#### Bouaflé,Côte d'Ivoire(depuis 2005)
À partir de 2005 environ, une véritable fièvre l’or s’est emparée de la Côte d’Ivoire. Bouaflé est historiquement l’un des épicentres de l’exploitation aurifère, mais désormais toutes les régions du pays sont touchées, notamment :
- la région du Nzi-Comoé
- Papara, à une trentaine de kilomètres au nord-est de Tengrela,

Il y aurait plus de 240 sites d’orpaillage illégal en 2020 sur le territoire ivoirien. Les autorités locales affichent pour objectif de « passer d'une activité d'exploitation minière artisanale clandestine et illégale à une activité minière artisanale légale, autorisée et respectueuse des règles du métier, particulièrement de l'environnement physique et social ». Le gouvernement ivoirien a ainsi lancé un programme national pour la rationalisation de l’orpaillage (PNRO), qui a abouti vers 2016 à la fermeture de 200 mines d’or clandestines dans le nord et le centre de la Côte d’Ivoire. Les autorités ont ainsi ouvert un chantier-école dans les environs de Boundiali. Parallèlement, la brigade d’infraction au code minier et l’Unité de lutte contre la criminalité transnationale organisée ferment régulièrement des sites clandestins.
Le gramme d'or alluvionnaire se revend environ 20 000 francs CFA. Le racket des orpailleurs par les forces de sécurité semble la norme. Selon plusieurs analystes, plus de 22 tonnes ont été exploitées de manière illicite en 2019. L’or est vendu à Abidjan, puis exporté vers Dubaï ou la Chine. 
Les gains sont habituellement répartis entre le propriétaire terrien, le détenteur du matériel et le « creuseur » qui travaille sur le terrain.

## Dans la fiction
La figure du chercheur d'or, acteur central de la ruée vers l'or, a été utilisée dans de nombreuses œuvres de fiction.

### Bande dessinée
- Dans certaines versions, le personnage de fiction Balthazar Picsou est devenu riche au cours de la ruée vers l'or du Klondike, après avoir participé à la ruée vers l'or du Transvaal et en Australie à Kalgoorlie. Cette partie de sa vie, et la ruée en toile de fond, sont particulièrement détaillées dans les histoires de Don Rosa, dont il consacra plusieurs histoires : La Terreur du Transvaal, Le Rêveur du Never Never, Le Prospecteur de la vallée de l'Agonie blanche, La Prisonnière de la vallée de l'Agonie Blanche, Les Deux Cœurs du Yukon et Dernier traîneau pour Dawson[47].
- Un album de la série Lucky Luke, Le Klondike, est centré sur la ruée vers l'or du Klondike.

### Cinéma et télévision
- La Ruée vers l'or (1925) de Charles Chaplin.
- La Piste de 98 (1928) de Clarence Brown.
- Le Trésor de la Sierra Madre (1948) de John Huston.
- L'Appel de la forêt (1972) de Ken Annakin.
- Gold Rush (TV series) (en), série documentaire américaine lancée par Discovery Channel en 2010.
- Yukon Gold : L'Or à tout prix, série documentaire américaine lancée par National Geographic en 2013.
- Gold (2013) de Thomas Arslan.
- Les Frères Sisters (2018) de Jacques Audiard.

### Littérature
- James A. Michener, Alaska : La ceinture de feu (tome 2), éditions Presses Pocket (ISBN 2-266-04202-5), ouvrage relatant la ruée vers l'or du Klondike ;
- Blaise Cendrars dans son roman L'Or, racontant la ruine de Sutter à cause de la ruée vers l'or en Californie ;
- Jack London dans ses romans L'Appel de la forêt et Belliou la fumée ;
- Nicolas Vanier dans son roman L'Or sous la neige ;
- James Oliver Curwood dans son roman Les Chasseurs d'or ;
- Patrick deWitt dans son roman Les Frères Sisters.